# Frühbürgerliche Revolution
Frühbürgerliche Revolution ist ein Begriff aus der marxistischen Wirtschaftssoziologie und Geschichtswissenschaft. Damit sollen revolutionäre Bewegungen vom Ende des Mittelalters an (ab etwa 1450) beschrieben werden, in denen Bürger und Bauern gegen den Adelsstand vorgingen. Zu den Frühbürgerlichen Revolutionen gezählt werden beispielsweise die tschechische Hussiten-Bewegung, die Reformation und der Bauernkrieg in Deutschland, der niederländische Freiheitskampf ab 1566/67 sowie Bürgerkrieg und Glorious Revolution in England.

## Begriffsgeschichte
In seinem Deutschen Bauernkrieg von 1850 beschreibt Friedrich Engels den Deutschen Bauernkrieg als gegen den „Feudalismus“ gerichtete soziale „Revolution“ unter Beteiligung verschiedener auch bürgerlicher Gruppen und setzt sie insofern in Parallele zu den bürgerlichen Revolutionen seiner Zeit.
Die marxistische Geschichtsschreibung insbesondere Osteuropas und der DDR knüpfte an diesen Ansatz an. Sie verstand die frühneuzeitlichen Unruhen einerseits als Revolutionen „bürgerlichen“ Charakters, die auf den späteren „Weg zu einer bürgerlich-kapitalistischen Gesellschaft“ vorauswiesen und wesentlich vom Stadtbürgertum getragen wurden. Sie grenzte sie aber andererseits von den späteren bürgerlichen Revolutionen ab: Von diesen unterschied sie erstens ihr religiöser Charakter, zweitens ihre Situierung am „Beginn des Transformationsprozesses von der feudalen zur bürgerlichen Gesellschaft“, die die Reichweite möglicher Strukturveränderungen erheblich beschränkte. Dieses differenzierte Verhältnis zu den späteren bürgerlichen Revolutionen kommt im Begriff der „Frühbürgerlichen Revolution“ zum Ausdruck. Als entscheidende Voraussetzung dieser Sichtweise beschreiben westliche Historiker den parteilichen Auftrag der marxistisch-leninistischen Geschichtsschreibung, für die eine Vielzahl von Prämissen nicht hintergehbar waren: Das Paradigma des Klassenkampfes, die entscheidende Rolle sozio-ökonomischer Bedingungen sowie die Transformation von einer feudalen zu einer bürgerlich-kapitalistischen Gesellschaftsordnung als entscheidendes „Ziel“ der Frühen Neuzeit.
Zunächst mehr beiläufig geprägt durch Alfred Meusel, wurde der Begriff durch zahlreiche innermarxistische Debatten – angestoßen etwa durch Mojsej Smirin und Max Steinmetz – inhaltlich näher bestimmt und verschoben. Die vergleichende Einbettung in den internationalen Kontext nahm dem deutschen Bauernkrieg seine herausgehobene Stellung. Zudem wurde als maßgebliches Kriterium nun nicht mehr die Überwindung des Feudalordnung als höchste Zielstellung jeder frühbürgerlichen Revolution definiert, sondern nur deren Schwächung. Als entscheidendes Moment wurde dabei verstanden, dass die Reformation die „den Feudalismus konservierende Ideologie gebrochen und verbürgerlicht“ habe.
Das Konzept wurde von nichtmarxistischen Historikern erst spät als Herausforderung angenommen, um über Gegenkonzepte nachzudenken. Wichtige Historiker auf westlicher Seite waren dabei Winfried Schulze, Peter Blickle, Rainer Wohlfeil. Blickle betont dabei, dass der Verzicht auf eine übergreifende Geschichtstheorie im marxistischen Sinne Grundvoraussetzung der „bürgerlichen“ Geschichtswissenschaft sei: Ihre Verallgemeinerungen seien auf dem induktiven Weg der Abstraktion aus dem Quellenstudium gewonnen. Hinzu komme der kleinteilig-spezialisierte Charakter der Konfliktforschung, der den Blick auf übergreifende Zusammenhänge erschwere. Die Debatte wurde nach 1989 nicht weitergeführt.